# Peligro amarillo

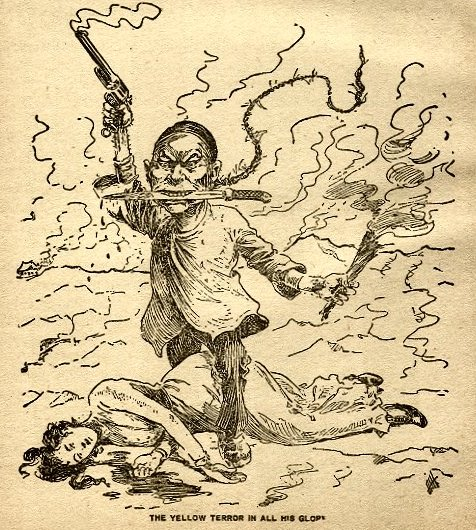
El Terror amarillo en toda su gloria (1899) es la representación racista de un chino rebelde de la dinastía Qing, armado hasta los dientes, que se encuentra a horcajadas sobre una mujer blanca caída que representa el colonialismo de Europa occidental.

Peligro amarillo (a veces Terror amarillo, en inglés: The Yellow Peril) es una metáfora racista que describe a las personas de Asia Oriental y del Sudeste Asiático como un peligro para el mundo occidental. La metáfora se originó en el siglo XIX, para ofrecer desde occidente una imagen de las personas orientales y establecer una clara diferencia de raza con los propios occidentales. Esta imagen creada de los orientales tuvo principalmente una consideración negativa hacia ellos (aunque se usó de diversas formas en función de lo que la situación requería), y fue usada como excusa y pretexto para el trato político, económico y militar de occidente. Las causas de la misma fueron tanto el auge de nuevas potencias como Japón, vista con recelo desde Europa, como la importación masiva de mano de obra china a varios países como Estados Unidos, Sudáfrica, Nueva Zelanda, etc, lo que generó una reacción de rechazo de la población de estos países.
La ideología racista del Peligro Amarillo deriva de un «imaginario central de simios, hombres menores, primitivos, niños, locos y seres que poseen poderes especiales», que se desarrolló durante el siglo XIX, cuando la expansión imperialista occidental aducía a los asiáticos orientales como el Peligro Amarillo. A finales del siglo XIX, el sociólogo ruso Jacques Novikow acuñó el término en el ensayo «Le Péril Jaune» («El peligro amarillo», 1897), que el káiser Guillermo II (r. 1888-1918) utilizó para animar a los imperios europeos a invadir, conquistar y colonizar China. Para ello, utilizando la ideología del Peligro Amarillo, el káiser presentó a los japoneses y la victoria asiática contra los rusos en la Guerra Ruso-Japonesa (1904-1905) como una amenaza racial asiática para la Europa occidental blanca, y también promovió la tesis de que China y Japón estaban aliados para conquistar, subyugar y esclavizar al mundo occidental.
El término está motivado principalmente por el desconocimiento de la población occidental sobre Asia, y se estructuró como una imagen prejuiciosa, utilizada como arma política y cultural, y delimitada por una perspectiva eurocentrista. Se refiere a una construcción ideológica con un enfoque claro y conveniente que servía sobre todo para definir lo propio (occidental) frente a lo diferente (oriental). También se refiere al miedo y/o a las creencias irracionales de que las sociedades de Asia Oriental atacarían y habría guerra con las sociedades occidentales para que, finalmente, unos acabaran con los otros consiguiendo la aniquilación total de las sociedades y culturas contrarias.
El sinólogo Wing-Fai Leung explicó los orígenes del término y la ideología racialista en los siguientes términos: «La frase peligro amarillo (a veces terror amarillo o espectro amarillo) ... mezcla ansiedades occidentales sobre el sexo, temores racistas del Otro extranjero y la creencia spengleriana de que Occidente será superado en número y esclavizado por Oriente». La académica Gina Marchetti identificó el miedo psicocultural a los asiáticos orientales como «arraigado en temores medievales a Gengis Khan y a las invasiones mongolas de Europa [1236-1291], el Peligro Amarillo combina el terror racista a las culturas foráneas, ansiedades sexuales y la creencia de que Occidente será dominado y envuelto, por las irresistibles, oscuras y ocultas fuerzas de Oriente»;: 2  por lo tanto, para oponerse al militarismo imperial japonés, Occidente amplió la ideología del Peligro Amarillo para incluir al pueblo japonés. Más aún, a finales del siglo XIX y principios del XX, los escritores desarrollaron el tópico literario del Peligro Amarillo en la forma de motivos narrativos codificados y racialistas, especialmente en relatos y novelas de conflicto étnico en los géneros de literatura de invasión, ficción de aventuras y ciencia ficción.

## Origen del concepto
El «peligro amarillo» como sentimiento se asociaba, mucho antes de que el término fuera acuñado, a Atila, a Tamerlán o a las invasiones mongolas. Su representación más famosa muestra a las naciones europeas dibujadas como bellas mujeres que desde una alta montaña observan con preocupación a un Buda levitando en la lejanía. Era producto del desasosiego que provocaba la desproporción tan grande entre los pocos occidentales dominadores y los muchos orientales dominados, y por eso se señalaba la región donde esa desproporción era mayor, en las zonas más habitadas del planeta.
El origen de la frase se remonta a finales del siglo XIX. Muchas de las fuentes acreditan al Kaiser Guillermo II de haber acuñado el término "peligro amarillo" (en alemán: gelbe Gefahr) y de ordenar la creación de la famosa imagen de las mujeres y el Buda que originó la advertencia del peligro oriental en 1895. El Kaiser ordenó colgar el dibujo en todos los barcos de la línea América-Hamburgo para advertir a toda la población. El dibujo indica la necesidad de Occidente de crear un enemigo. El hecho de que fuera la mujer alemana la que señalara ese Buda refleja una política imperial de Berlín que buscaba arrastrar a los demás países en la concienciación de la amenaza.
Guillermo cambió de opinión después de su abdicación en la Primera Guerra Mundial, cuando entró en conflicto con el resto de potencias europeas, diciendo que no debería haberse molestado en advertir a Europa del peligro amarillo, y afirmando que Alemania debería estar más en sintonía con Oriente, que con los pueblos europeos como Francia e Inglaterra, que habían demostrado su falta de pureza como raza blanca al aceptar la igualdad racial que se estaba produciendo en sus países, y ensalzando a Oriente como los nuevos defensores de la raza pura.
En 1898, el escritor británico MP Shiel publicó una serie de cuentos titulados La emperatriz de la Tierra. La novela editada más tarde se llamó El Peligro Amarillo. La novela de Shiel se centra en el asesinato de dos misioneros alemanes en Kiau-Tschou en 1897 y cuenta con el villano chino, el doctor Yen How. Esta será uno de los referentes de la influencia del “peligro amarillo” en la cultura occidental.
Por otro lado, la denominación de raza “amarilla” que se adjudicó a los asiáticos proviene también de esta época y de esa necesidad de diferenciarlos de la raza caucásica. El color amarillo para designar a la raza mongoloide fue asignado más con el objetivo de clasificar que de describir y, ciertamente, en las narraciones sobre los japoneses de los siglos XVI y XVII no se encuentra ninguna referencia a él. Además, Occidente no podía permitirse perder el monopolio de un color de piel que implica pureza, virtud o decoro y a los habitantes de Extremo Oriente se les atribuyó otro diferente, el amarillo, que está asociado con lo viejo y con lo decadente e incluso con la enfermedad. La asignación de este color, en definitiva, obedecía a la necesidad de simplificar la división de los pueblos del mundo entre los civilizados y los que estaban por civilizar, y de que la raza dominadora tuviera en exclusiva una característica que connotara su superioridad sobre las demás.
El escritor de ciencia ficción William F. Wu teoriza en su libro de 1982 El peligro amarillo: los americanos chinos en la ficción americana, 1850-1940, que el temor a los asiáticos se remonta a la invasión mongola en la Edad Media, durante el Imperio Mongol: "Los europeos creían que los mongoles les estaban invadiendo masivamente, pero en realidad, solamente montaban a caballo muy rápido", escribe. La gran mayoría de los europeos nunca habían visto a un asiático antes, y el duro contraste en el lenguaje y el aspecto físico causó probablemente más escepticismo que con los inmigrantes transcontinentales. "Creo que la forma en que los veían tenía mucho que ver con la paranoia", dice Wu.

## Usos a lo largo de la Historia
Uno de los aspectos que caracterizan al “peligro amarillo” es la vaguedad y el desinterés real al recurrir a él, al ser un concepto que no está fundamentado en un conocimiento profundo de las diferentes sociedades asiáticas y abarca una diversidad enorme de pueblos y culturas mongoloides bajo un mismo estereotipo. Esta ambigüedad, ha permitido que su uso haya sido diverso a lo largo de la historia, usándolo positiva o negativamente en función de las necesidades de occidente respecto a diferentes países de Asia.
“Esta asimilación muestra diversas características de la relación de Occidente con Asia, como son la satisfacción perceptual, la frivolidad, el interés por el reflejo de lo propio o la despreocupación política. Ya que era tan complicado conocer su mundo, se rechazaba buscar explicaciones complicadas o hacer indagaciones profundas para desentrañar las dudas, porque una de las características de las visiones de estos pueblos es precisamente su superficialidad. Por expresarlo de otra forma, no había interés porque dejaran de ser orientales. El exotismo salvaba las conciencias occidentales; con saber unos pocos datos era suficiente”
.

### Variabilidad del concepto
“La versatilidad de la imagen, permitía aplicarla a cualquier clase de desafío, empezando por la raza mongoloide y siguiendo por cualquier pueblo en presunta actitud amenazadora, ya fuera distinto en lo geográfico como en lo cultural, “amarillo” o no. El término era aplicado, por tanto, no solo a todo aquel que tuviera los ojos rasgados, sino también a los indios e incluso a los rusos, que no solo eran blancos, rubios muchos de ellos, y no tenían los ojos rasgados, sino que incluso compartían la misma cultura cristiana.
La idea venía definida por el receptor occidental, no tanto por ese “amarillo” tan peligroso, sino sobre todo, por la imagen que cualquier persona tenía cuando se hablaba de algún país lejano con una actitud amenazadora, ya fuera Japón, la URSS, o la India.
Además de señalar las posibles amenazas militares o culturales a la civilización occidental, el “peligro amarillo” también servía para otro tipo de intereses, como los comerciales. Sobre todo en cuanto los empresarios japoneses comenzaron a conquistar segmentos de mercado en las colonias europeas a raíz de la crisis de 1929.
Los productos japoneses se convirtieron en una competencia indeseable para los gobiernos coloniales, cuando estos, empezaron a desbancar las exportaciones de las metrópolis; lo que  provocó que dichos gobiernos, comenzaran a levantar barreras contra la penetración comercial japonesa.
En un mercado que siempre se había considerado propio por Occidente, el “peligro amarillo” era más un reflejo del poder blanco, que quería conservar sus privilegios, frente a la alternativa amarilla, que en este caso representaba a Japón, pero no al resto de “amarillos” que vivían en los países colonizados, mostrando una vez más como el uso del término variaba en función de las necesidades occidentales.
Otro de los usos que se le dio al “peligro amarillo” desde Occidente, fue el de describir a los gobiernos no controlados por ellos mismos como especialmente déspotas y autoritarios; método utilizado para justificar el propio colonialismo, que pasó a definirse con el llamado “despotismo asiático”, afirmando que la vida de las personas tenía escaso valor ante los “tiránicos” gobernantes orientales.
El “despotismo asiático” sirvió sobre todo para justificar la necesidad de colonizar esos países y hacer ver a los ciudadanos de los países colonizados la necesidad de que se siguiera por esa vía para no ser sometidos por un dictador oriental. También sirvió para justificar el auge económico de Japón como algo debido a la opresión a la que estaban sometidos sus habitantes y por lo tanto la supuesta ventaja sobre occidente por la falta de igualdad de condiciones.
Con el despotismo asiático, se reforzaba la idea de la “superioridad blanca” frente a las “razas inferiores”. Los imperios coloniales, al sostener que se debía “humanizar” a esos pueblos y que lo mejor para ellos era ser guiados por un pueblo civilizado que les llevara por el camino del progreso, se convencían a sí mismos y a algunos dominados, de lo conveniente de su dominio, usando esa imagen del oriental para obtener un beneficio político.
Por lo tanto en función del contexto esa imagen del oriental variaba. En tiempos de calma, el “peligro amarillo” era más paternalista y se fomentaba la simpatía hacia los oprimidos orientales frente a los gobernantes tiranos y dictatoriales, haciéndoles merecedores de aprender el camino del progreso pero siempre tutelados por Occidente.
Esta visión se superpuso con otro aspecto que se quiso fomentar de forma positiva para generar esa simpatía: el erotismo, que tuvo su plasmación en el sector de población más sugerente para los colonizadores: las mujeres. Así, la carrera colonial no se vio impulsada solo por la conveniencia de librar a los oprimidos del yugo despótico sino por múltiples fantasías sexuales, tales como las Mil y una noches, el Kamasutra o las mousmée, una palabra tomada del japonés [musume, hija] que significa joven prostituta en francés. El ejemplo más claro fueron las novelas coloniales, cuya estructura básica consistía en la historia de un occidental que, durante su estancia temporal en un país exótico, narraba cómo era este, centrando la trama en su relación con una nativa. La mujer acababa totalmente prendada de él, de tal forma que al llegar la hora de la despedida invariablemente renunciaba a su vida anterior y dependía de la voluntad del occidental. En unas ocasiones acababa marchándose con él, en otras enloquecía y en otras se suicidaba, pero siempre abrazaba la superioridad occidental, tal como ocurre en la ópera Madame Butterfly, donde las costumbres “atrasadas” niponas la llevaban a suicidarse. Las novelas coloniales también evocaban esa superioridad con la que se autojustificaban los imperios coloniales.
La imagen de lo impenetrable de la cultura china trasluce que el interés aparente por su cultura se queda en relatos exóticos enfocados a satisfacer el deseo de conocer algo anecdótico. Era suficiente escuchar un relato sugestivo con descripciones de tipismo o verles dibujados en un grabado o enmarcados en una foto que confirmaran las opiniones previas sobre su salvajismo o sobre lo extraños o raros que eran, sin interesarse por contrastar esa información.

### El caso especial de Japón
Japón tenía una fuerte imagen propia que iba más allá de su pertenencia a Oriente. Tuvo unas características eminentemente positivas, como la superación, el samurai y el refinamiento artístico, pero junto a ellas no faltaron las lecturas alternativas con un carácter menos afable: su expansionismo, la falta de creatividad y la crueldad.
La superación nacional era la principal característica de Japón. Era el único país no occidental que, desde un precario punto de partida como fue la Revolución Meiji de 1868, había llegado a convertirse en una gran potencia. Había sabido modernizarse, mantener su independencia frente a occidente y derrotar a dos grandes imperios como el Ruso y el Chino.
Entre los países europeos de segunda fila como España, Japón se convirtió en un referente a seguir, ensalzando sus virtudes pero también mostrando sus defectos cuando era necesario criticarles.
Hay varios puntos básicos en los que se basa la visión especial de los japoneses, las positivas suelen ensalzar su cultura clásica, su arte y su feminidad, como parte del exotismo del país y del auge del “japonismo” que puso de moda la cultura y el arte japonés a finales del siglo XIX. Sin embargo, las negativas, que se incrementan durante la Segunda Guerra Mundial en el bando de los Aliados, utilizan la deshumanización y la crueldad de los japoneses como base de su imagen. Esta dualidad es necesaria para comprender la visión de Japón en Occidente.
Por ello podemos entender que el progreso de Japón, fuera admirado, pero se explicara por su occidentalización. Desde esta visión se afirmaba que si los japoneses habían progresado tanto, era debido a ese decidido empeño por copiar la tecnología y los modos de pensar y actuar de Occidente. Gracias a que habían dejado atrás la cultura asiática, se habían liberado de los supuestos lastres que les impedían avanzar. La consecuencia más obvia para la imagen de Japón era su falta de creatividad y de inteligencia. Según occidente los japoneses se esforzaban por aprender, y eso era positivo pero, al no ser occidentales no tenían otra forma de progresar que imitando a la fuente de desarrollo. La imagen del japonés copión, por tanto, ayuda muy bien a entender cómo se percibía su progreso: siendo seres sin creatividad, se afirmaba que lo bueno que tenían, lo habían importado de Occidente. El almirante Luis Carrero Blanco escribió en 1947 una caracterización muy positiva de los japoneses basada en esa idea: «El japonés, inteligente y trabajador, perseverante y dotado de un espíritu crítico y de observación, asimila rápidamente la ciencia y la técnica occidentales.
La imagen del samurái como un soldado honesto y dispuesto a dar la vida por sus superiores era otra de las características más llamativas de Japón en aquel entonces, pero aun siendo positiva esa imagen del samurái valeroso, no faltó la otra cara de la moneda. Durante la Segunda Guerra Mundial, sobre todo tras el ataque a Pearl Harbor, se le comenzó a dar una lectura de crueldad a los actos de los otrora honorables soldados japoneses cuando se comenzó a hablar no solo de la capacidad nipona de autoinmolarse, sino asimismo, de hacer sufrir a los demás, llegando a aportar rasgos de inhumanidad que pronto fueron calando en la percepción occidental de los japoneses.
Las victorias niponas de los inicios de la guerra del Pacífico fueron vistas bajo esa perspectiva inhumana por occidente. Los americanos, por ejemplo, ofrecieron la interpretación de que habían sido derrotados por un enemigo tan adaptado a la selva que era casi imposible en seres normales, apareciendo incluso dibujos de monos armados que avanzaban colgados de lianas como propaganda.
Esa caracterización infrahumana del soldado japonés pervivió durante mucho tiempo, llegando a ser representado como una alimaña. No fue difícil cambiar el sentido de la imagen anterior del samurái, ya que esa disposición de dar la vida se podía interpretar asimismo en clave de fanatismo, pasando de la interpretación de su firmeza y su entrega, a la de que si el japonés despreciaba su vida, era porque no la merecía. Ello llevó a justificar que al soldado japonés se le pudiera exterminar como si fuera un animal durante la guerra del Pacífico, donde los niveles de desprecio por la vida del enemigo aumentaron a niveles nunca alcanzados en Europa.
Al final de la guerra del Pacífico la posición del presidente Truman puede explicarse por esta dualidad: 
Evitó bombardear Kioto con el fin de preservar los tesoros culturales del país, pero justificó el lanzamiento de la bomba atómica considerándolo necesario porque los japoneses eran, según su diario, “salvajes, desalmados, sin piedad y fanáticos. Incluso desde occidente se percibía que los japoneses habían merecido ese final.
Ese interés por evitar destruir el patrimonio culturar japonés, era debido a que el refinamiento artístico ha sido la imagen favorable más duradera de que ha gozado Japón. Desde los primeros encuentros con los occidentales han admirado sus artes plásticas y la delicadeza de la geisha como ejemplo de un país especialmente preocupado por la belleza. La moda del “japonismo” surgió a finales del siglo XIX, influyendo en la cultura y los productos occidentales. Los artistas plásticos europeos tuvieron una gran influencia de la estampa japonesa, cuyo estilo se convirtió en referencia para muchos artistas impresionistas y postimpresionistas, y la literatura japonesa también contribuyó a que muchos escritores como Juan Ramón Jiménez o Rubén Darío imitaran sus formas literarias con los haiku. Otros muchos autores eligieron temáticas exóticas japonesas para sus obras, y libros como el Genji Monotagari de Murasaki Shikibu, llegaron a ser superventas en Europa

### En Estados Unidos

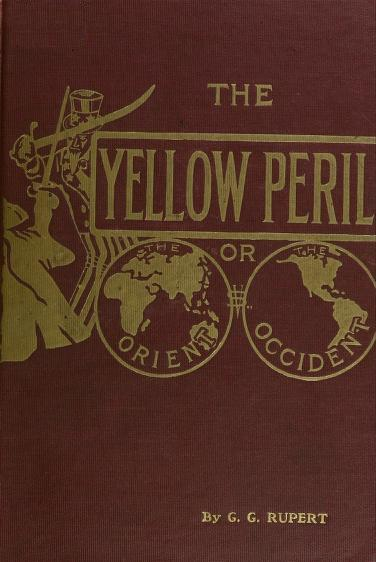
El racismo religioso de The Yellow Peril (1911), por el pastor G. G. Rupert, propuso que Rusia uniría las razas orientales para conquistar la civilización cristiana en el mundo occidental.(3ª ed.)

En EE. UU. y otros países los temores xenófobos contra el supuesto "peligro amarillo", estaban más motivados por la inmigración masiva de mano de obra china. Estas motivaciones llevaron a la aplicación de la Page Act de 1875 y la Ley de Exclusión China de 1882, ampliada diez años después por la Ley de Geary.
La Ley de Exclusión China, que prohibió emigrar a los chinos a EE. UU. entre 1885 y 1943 sustituyó al Tratado Burlingame ratificado en 1868, que había alentado la inmigración china, a condición de que "los ciudadanos de los Estados Unidos en China, de todas las tendencias religiosas y súbditos chinos en los Estados Unidos, son titulares de toda la libertad de conciencia y estarán exentos de toda inhabilitación o persecución a causa de su fe religiosa o de culto, en cualquiera de los países " y ciertos privilegios concedidos a los ciudadanos de cada país residentes en el otro, negando, sin embargo, el derecho de naturalización.
La Cable Act de 1922 garantizaba la ciudadanía femenina independiente solo a las mujeres que se casaron con "extranjero/s con derecho a la naturalización". En el momento de aprobación de la ley, los extranjeros asiáticos no fueron considerados racialmente elegibles para la ciudadanía de EE. UU.
La Natural Origins Quota de 1924 también incluyó una referencia dirigida contra los ciudadanos japoneses, que no eran elegibles para la naturalización y tampoco podrían ser aceptados en el territorio de los EE. UU. En 1922, un ciudadano japonés intentó demostrar que los japoneses eran miembros de la "raza blanca", y, como tal, elegible para la naturalización. Algo que fue negado por el Tribunal Supremo en el juicio Takao Ozawa contra los Estados Unidos, que sentenció que los japoneses no eran miembros de la "raza blanca".
La frase "peligro amarillo" era común en los periódicos estadounidenses propiedad de William Randolph Hearst y también fue el título de un libro muy popular de una figura religiosa muy influyente en los EE. UU., GG Rupert, que publicó "El peligro amarillo"; o, "Oriente vs Occidente" en 1911. Basándose en la frase "los reyes del Oriente" del libro bíblico Revelaciones 16:12. Rupert, que creía en la doctrina del israelismo británico, afirmó que todas las "razas de color" se unirían eventualmente bajo el liderazgo de Rusia, produciendo finalmente una confrontación apocalíptica. Más tarde, sobre todo a partir del bombardeo de Pearl Harbor, resurgió el “terror amarillo” en EE. UU., esta vez orientado hacia Japón. Durante el periodo de la II Guerra Mundial se empieza a sospechar que todos los japoneses residentes en EE. UU. son potenciales espías y potenciales enemigos. El resultado fue que a todos los japoneses de EE. UU., que vivían en la costa del Pacífico se les realojó en el interior. Es decir, se les echó de sus casas desde el año 1942 hasta 1945 y se les llevó a campos de concentración en el interior de los EE. UU. Por medio del ejército, de la administración de control civil en tiempo de guerra, se decidió que simplemente por ser de origen japonés se era peligroso, un enemigo potencial y por eso se les trasladaba a un campo de concentración.

### En Nueva Zelanda
El "peligro amarillo", fue una parte importante de la plataforma política promovida por Richard Seddon, un primer ministro de Nueva Zelanda populista, a finales del siglo XIX y principios del siglo XX. Comparó a los chinos con los monos y en su primer discurso político en 1879 declaró que Nueva Zelanda no deseaba que sus costas fueran "inundadas con asiáticos bárbaros”, y afirmó: “Preferiría dirigirme a los hombres blancos que a esos chinos. No se puede hablar con ellos, no se puede razonar con ellos. Todo lo que puedes obtener de ellos no es inteligente'". Las medidas destinadas a frenar la inmigración china incluyen un importante impuesto tras la invasión del Japón imperial y ocupación de China, que fue abolido en 1944 y por el cual desde el gobierno de Nueva Zelanda ya se ha emitido una disculpa formal.

### En Sudáfrica
Alrededor de 63.000 trabajadores chinos fueron llevados a Sudáfrica entre 1904 y 1910 para trabajar en las minas de oro del país. Muchos fueron repatriados después de 1910 debido a la fuerte oposición blanca a su presencia, al igual que ocurrió con los sentimientos anti-asiáticos en el oeste de Estados Unidos durante el mismo periodo. La importación masiva de obreros chinos para trabajar en las minas de oro contribuyó a la caída del poder del gobierno conservador en el Reino Unido, que era en ese momento responsable del gobierno de África del Sur después de la Guerra anglo-bóer, y de su recuperación económica, haciendo de las minas de oro de Witwatersrand las más productivas del mundo.
El 26 de marzo de 1904 se celebró una manifestación en contra de la inmigración china a África del Sur en el Hyde Park de Johannesburgo y contó con la presencia de 80.000 personas. El Comité Parlamentario del Congreso de Sindicatos de entonces, aprobó una resolución declarando que: “esta reunión consistente en todas las clases de ciudadanos de Londres, protesta con énfasis en contra de la acción del Gobierno de la concesión de permiso para importar a Sudáfrica mano de obra china en condiciones de esclavitud, y los exhorta a proteger a esta nueva colonia de la codicia de los capitalistas y al Imperio de la degradación.”

### En la ficción
Emile Driant, un oficial francés y activista político, escribió bajo el seudónimo de Capitaine Danrit, La invasión amarilla, en 1905. La historia describe el ataque sorpresa contra el mundo occidental por un gigantesco ejército chino-japonés, secretamente equipado con armas de fabricación estadounidense y entrenados en el remoto interior de China.
En 1914 la historia de Jack London La invasión sin precedentes, presentada como un ensayo histórico que narra hechos ocurridos entre 1976 y 1987, describe una China con una población cada vez mayor y con ansias de emprender la colonización de sus vecinos, con la intención de finalmente hacerse cargo de toda la Tierra.
La novela de Allan J. Dunn El peligro del Pacífico, de 1916, describe un intento de invasión del oeste de los Estados Unidos por Japón. La novela, ambientada en 1920, propone una alianza entre los inmigrantes japoneses en los Estados Unidos y la marina japonesa. Refleja la ansiedad contemporánea sobre la situación de los inmigrantes japoneses, el 90% de los cuales vivían en California.
La novela Armageddon 2419 AD, de Philip Francis Nowlan, que apareció por primera vez en 1928 y fue el comienzo de la popular serie de Buck Rogers de larga duración, mostraba un futuro en el que Estados Unidos había sido ocupado y colonizado por los crueles invasores procedentes de China.
HP Lovecraft representó el temor constante de la cultura asiática que envuelve el mundo y algunas de sus historias lo reflejan, como El terror en Red Hook, donde «ojos rasgados inmigrantes practican ritos sin nombre en honor de los dioses paganos a la luz de la luna», donde se deja ver que los «hombres amarillos han conquistado el mundo, y ahora bailan con sus tambores sobre las ruinas de los blancos».
Como hemos mencionado anteriormente, las novelas coloniales también fueron una de las mayores representaciones de ese «peligro amarillo», retratando en las mujeres asiáticas la parte más exótica del término y en los hombres asiáticos la parte más cruel del mismo. La obra más representativa de este género es la ópera Madame Butterfly, de Giacomo Puccini, basada en la obra escrita por Pierre Loti Madame Chrysanthème.

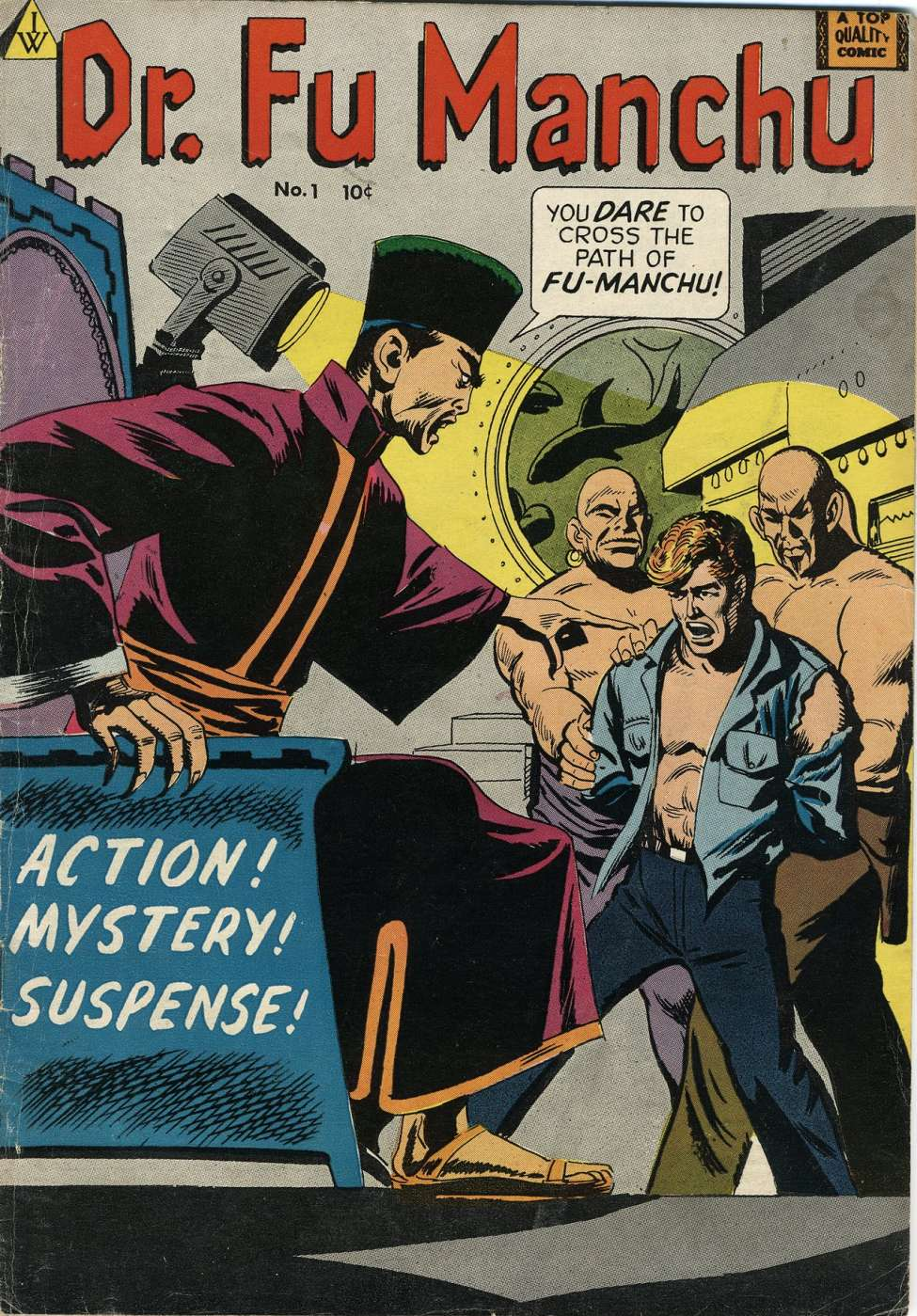
Dr. Fu Manchu, IW Publishing, 1958, arte de Carl Burgos.

#### Fu Manchú
El peligro amarillo era un tema común en la ficción de la época. Tal vez lo más representativo de ello son las novelas de Sax Rohmer Fu Manchú. Se cree que el personaje de Fu Manchú está basado en el antagonista de los libros de 1898 Peligro amarillo, escritos por el británico MP Shiel.
Existen varias adaptaciones cinematográficas de las novelas, como La máscara de Fu-Manchú (1932), con Boris Karloff en el papel protagonista, y más tarde Christopher Lee.
Otro personaje es Li Shun, un villano de ficción de la etnia mongoloide creado por H. Irving Hancock, publicado por primera vez en 1916. Como es común en la literatura barata de aquellos tiempos, la representación de Li Shun tenía considerables estereotipos raciales. Se lo describió como «alto y corpulento» y con «un lunar en su redonda cara amarilla» coronada por «cejas abultadas» y «ojos hundidos». Posee «un increíble mal», lo que lo convierte en «una maravilla en todo lo maligno» y en «una maravilla de la astucia satánica».
Sax Rohmer describe así a Fu-Manchú en un libro reeditado en España en 1998: «Imagínese a una persona alta, delgada y felina, de hombros anchos, cejas a lo Shakespeare y cara de demonio, el cráneo afeitado y unos ojos rasgados, magnéticos, verdes como los de un gato. Dótele usted de toda la astucia cruel de la raza oriental pero concentrada en una única inteligencia gigantesca, con todos los recursos de la ciencia antigua y actual, con todos los recursos, también, de un gobierno poderoso y que, no obstante, ha negado siempre tener conocimiento siquiera de su existencia. Imagínese a ese monstruo y tendrá usted el retrato mental del Doctor Fu-Manchú, el peligro amarillo encarnado en una sola persona».
En 1937 DC Comics presentaron a Ching Lung como personaje malvado en Detective Comics, que apareció en la portada de la primera edición (marzo de 1937).
A finales de 1950, en Atlas Comics (después Marvel Comics) debutó Garra Amarilla, un pastiche de Fu Manchu.
En 1964, Stan Lee y Don Heck presentaron, en Tales of Suspense, el Mandarín, un supervillano inspirado en peligro amarillo y archienemigo del superhéroe Iron Man de Marvel Comics. En Iron Man 3 (2013), ambientado en el Universo Cinematográfico de Marvel, el Mandarín aparece como el líder de la organización terrorista Diez Anillos. El héroe Tony Stark (interpretado por Robert Downey, Jr.) descubre que el mandarín es un actor inglés, Trevor Slattery (Ben Kingsley), que fue contratado por Aldrich Killian (Guy Pearce) como tapadera de sus propias actividades delictivas. Según el director Shane Black y el guionista Drew Pearce, hacer del Mandarín un impostor evitó los estereotipos de peligro amarillo mientras lo modernizaba con un mensaje sobre el uso del miedo por parte del complejo industrial militar.
Marvel utilizaría más adelante al actual Fu Manchú como el principal enemigo de su hijo, Shang-Chi, el Maestro de Kung Fu en la década de 1970. Otros personajes inspirados en la obra de Rohmer incluyen a Pao Tcheou.
La serie de 1977 Doctor Who, en el capítulo Las garras de Weng-Chiang, construye un argumento de ciencia ficción sobre otro flojo pastiche de Fu Manchu. En este caso, el personaje clave se llamaba «Diablo Amarillo».
Ming el Despiadado, archienemigo de Flash Gordon, fue otra adaptación del mismo personaje.
Marvel Comics perdió los derechos sobre el nombre de Fu Manchú, lo que dio lugar, a que en sus apariciones posteriores recibiera el nombre de Zheng Zu.Posteriormente la adaptación cinematográfica del Universo Marvel, Shang-Chi y la leyenda de los Diez Anillos (2021), reemplazará a Fu Manchú por “el Mandarín”, Xu Wenwu (Tony Leung); Por lo tanto, se minimizan las implicaciones del peligro amarillo, ya que, el Mandarín, se opone a un superhéroe asiático, Shang-Chi (Simu Liu), mientras se omiten las referencias al personaje de Fu Manchu. 

## El caso mexicano

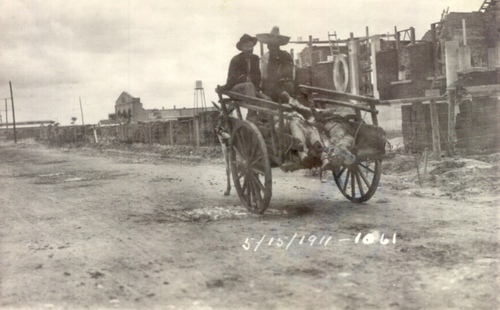
Cadáveres asiáticos en camino a una fosa común. En el México revolucionario (1910-20), la ideología del peligro amarillo llevó a la masacre (11-15 de mayo de 1911) de 308 personas asiáticas (303 chinos, 5 japoneses) en la ciudad de Torreón, Coahuila, en el norte de México.

Durante la Revolución Mexicana (1910-1920), las comunidades chinas de México continuaron siendo objeto de abusos racistas (como antes de la revuelta) por no ser cristianos, específicamente católicos, por no ser racialmente mexicanos , y por no haber combatido en la revolución contra la dictadura de treinta y cinco años (1876-1911) del general Porfirio Díaz.
La notable atrocidad contra el peligro amarillo fue la matanza de tres días de Torreón (13-15 de mayo de 1911) en el norte de México, donde las fuerzas militares de Francisco I. Madero asesinaron a 308 personas asiáticas (303 chinos, 5 japoneses), porque se consideraron una amenaza cultural a la forma de vida mexicana. La masacre de chinos y japoneses mexicanos en la ciudad de Torreón, estado de Coahuila, no fue la única atrocidad que se perpetró en la Revolución. Por otra parte, en 1913, después de que el Ejército Constitucionalista tomara la ciudad de Tamasopo, estado de San Luis Potosí, los soldados y la gente de la ciudad expulsaron al Peligro Amarillo del pueblo al saquear y quemar el Barrio chino.
Durante y después de la Revolución Mexicana, los prejuicios católicos de la ideología del Yellow Peril (Peligro Amarillo) facilitaron la discriminación racial y la violencia contra sino-mexicanos, generalmente por "robar trabajos" de mexicanos nativos, etc. La propaganda antichina, nativista tergiversó al pueblo chino como antihigiénico, supuestamente propenso a la inmoralidad (mestizaje, apuestas, fumar opio) y propagar enfermedades que biológicamente corromperían y degenerarían a La Raza (la raza mexicana), y en general, por socavar el patriarcado mexicano.
Desde la perspectiva racista, además de robarle trabajo a los hombres mexicanos, los hombres chinos estaban robando mujeres mexicanas a los mexicanos nativos que estaban lejos luchando por la Revolución, derrocando y expulsando al dictador Porfirio Díaz y sus patrocinadores extranjeros de México. En la década de 1930, aproximadamente el 70 por ciento de la población china y sino-mexicana fue expulsada de los Estados Unidos Mexicanos, a través de programas burocráticos de sacrificio étnico de la población mexicana.

## El caso español
Existen datos que muestran que el Imperio Español en Filipinas fue pionero en crear políticas de apartheid, es decir, en elaborar una legislación segregacionista por origen étnico, ya en el siglo XVII, pero esto se sitúa antes de que apareciera el concepto del «peligro amarillo» como tal.
En España, la imagen del «peligro amarillo» también tuvo su repercusión, pero se adaptó a la situación propia del país. Su significado y su duración tuvieron una íntima relación con la delicada situación defensiva de las Filipinas: tanto China como Japón podían acabar con la débil presencia española en el archipiélago filipino si así se lo propusieran, puesto que si juntaran sus efectivos podrían triunfar ante la endeble Armada hispana estacionada en el Pacífico.
Así, los planes de la Marina definieron a ambos países como los enemigos a batir y de ahí nació el interés de Madrid por la Armada japonesa (más peligrosa que la China), ya que el gobierno de Manila estaba angustiado ante la posibilidad de una “unión de razas orientales”, una alianza entre invasores “amarillos” y filipinos rebeldes.
Los planes estratégicos contaban con la posibilidad de una victoria inicial japonesa aprovechando la sorpresa y la dispersión de la flota hispana en Filipinas, pero se temía sobre todo que los invasores pudieran desembarcar en el archipiélago en esos primeros momentos y provocar una revuelta que haría imposible su recuperación. Así, aunque Manila no tuvo ocasión de dar muestras fehacientes de tal aprensión porque el gobierno japonés mantuvo siempre una buena relación con Madrid (tanto durante la revolución filipina como durante la guerra con Estados Unidos), prueba de ese temor es que se prohibió la emigración japonesa en los dominios españoles, tanto en Filipinas como en la Micronesia.
Durante los incidentes de Manila en 1898, rodeados por norteamericanos y por filipinos katipuneros, los españoles negociaron en secreto su rendición con los norteamericanos, para que solo entraran ellos en la ciudad e impedir un festín de victoria de los filipinos. Esto sugiere que había un temor mayor que no era por la raza, ni cultural, ya que entre los rebeldes de Katipunan había cada vez más españoles, hablaban castellano y la mayoría eran cristianos apostólicos y romanos. El temor, por lo tanto, era más bien político: los españoles sitiados temían a los pobres.[cita requerida]El “peligro amarillo” ponía de manifiesto también, el miedo a que se intranquilizaran los escalafones más bajos de la sociedad.
Tras ese incidente el “peligro amarillo” fue menor en España debido a la escasez de inmigrantes, los pocos productos japoneses que llegaron y la pobre situación en el ámbito internacional, por lo que a pesar de tener alguna presencia en los discursos falangistas del siglo XX, predominó la indiferencia.

## En la actualidad
La experta en cultura china Ana Aranda afirma en un artículo sobre el “peligro amarillo” que “Cien años después de la aparición de los primeros relatos de Fu Manchú, escritos por el británico Sax Rohmer, de nuevo reaparece la metáfora del “peligro amarillo”. Eso sí, la estética ha variado y el kimono de Fu Manchú se ha sustituido por un traje de ejecutivo, y sus aparatosos instrumentos de tortura por un maletín de cuero. El estereotipo se ha visto despojado de la sexualidad y misticismo de antaño. Los chinos malvados del siglo XXI son más bien contables un poco pusilánimes como el que sale en The Dark Knight, la última película de Batman. Es de esperar que aparecerán cada vez más villanos chinos ahora que China se ha convertido en la segunda potencia mundial.”
Esta nueva imagen de los asiáticos, se centra sobre todo en China, debido a su nueva posición como líder mundial dado su crecimiento económico imparable, que despierta un imaginario actualizado del antiguo “peligro amarillo”. China es un caso único en el mundo de crecimiento sostenido, con unas tasas muy elevadas en un promedio del 10% durante 30 años. Nunca en ningún momento de la historia, se tiene constancia de que ninguna región del mundo, haya crecido de un modo continuado y sostenido, durante tanto tiempo a unas tasas tan elevadas.
Todo esto, unido a sus nuevos movimientos para hacerse con más puntos y contactos geoestratégicos en el mercado mundial con países “enemigos” de Occidente como Venezuela o Irán, o con regiones donde Occidente también tenía sus intereses como África o América Latina, unido también a la creación de la Organización de Cooperación de Shanghái junto a Rusia y más países, y al aumento de su poder en la ONU con un 74% de apoyos en 2007, comenzó a desatar todas las alarmas en Occidente, donde cada vez se ve más clara la pérdida del poder de Europa y Estados Unidos en favor de China. La crisis mundial de 2008, no hizo sino reafirmar aún más esos miedos, encendiendo de nuevo todas las alarmas del “peligro amarillo”, esta vez como miedo a que una nueva potencia mundial que parece insuperable aplaste económicamente a todos los países occidentales.
En los años 2020, ante la pandemia por COVID-19, se registraron actos de discriminación contra la población china en varias partes del mundo.